# Estigmene rickseckeri
Estigmene rickseckeri är en fjärilsart som beskrevs av Hans Hermann Behr 1893. Estigmene rickseckeri ingår i släktet Estigmene och familjen björnspinnare. Inga underarter finns listade i Catalogue of Life.